# Pithecopus centralis
Espèce
Synonymes
- Phyllomedusa centralis Bokermann, 1965

Statut de conservation UICN

 DD  : Données insuffisantes
Pithecopus centralis est une espèce d'amphibiens de la famille des Phyllomedusidae.

## Répartition
Cette espèce est endémique du Mato Grosso au Brésil. Elle se rencontre à Chapada dos Guimarães vers 800 m d'altitude dans le Cerrado.

## Publication originale
- Bokermann, 1965 : Tres novos batraquios da regiao central de Mato Grosso, Brasil (Amphibia, Salientia). Revista Brasileira de Biologia, vol. 25, p. 257-264.